# 5184 Cavaillé-Coll
5184 Cavaillé-Coll là một tiểu hành tinh vành đai chính thuộc hệ Mặt Trời. Được phát hiện ngày 16 tháng 8 năm 1990 và nó có độ nghiêng quỹ đạo of 4.00071°..